# Леонтій Грицан
Леонтій Грицан («старець Леонтій») (1897–1973) — мандрівний проповідник, діяльність якого спричинила значний вплив на релігійне життя на Західній Україні.

## Життєпис
Леонтій Герасимович Грицан народився у селі Нова Мощаниця нині Здолбунівського району Рівненської області у селянській сім'ї у 1897 р. Батьки Герасим та Марія були малоземельними господарями. Існує думка, що Леонтій не отримав жодної базової освіти. 
Релігієзнавець та філософ Л.Шугаєва, автор статті «Народные православные харизматы. Истоки и особенности вероучения православного харазматического религиозного объединения леонтиевцев» повідомляє наступне: «Його племінниця, Любов Дмитрівна Грицан, у розмові з автором статті розповідала, що Леонтій з дитинства виділявся серед однодітків незвичайними здібностями, зокрема даром зцілення. Оскільки читати він навчився рано (хоча писати так і не навчився), почав читати Біблію та інші богослужбові книги. Ми хочемо акцентувати увагу на тому, що якихось змістовних досліджень з приводу діяльності Леонтія нами не виявлено».
Останнє твердження важко назвати вірним, оскільки відомо принаймні про одне ґрунтовне дослідження, автором якого був монах Венедикт (Лимар) «Дві сторони однієї медалі, або мисливці за благодаттю» / монах Венедикт (Лимар). — Рівне, 2007. — с. 164.
Також відомі видані в Києві у 2014-2015 року два томи підчищеного життєпису та листів Леонтія, та кількох осіб з його оточення.
У 1916 році Леонтій раптом вирішив піти з дому, сказавши матері, що його ніби-то хтось кудись кличе. Через два-три місяці він повернувся додому в одежі схожій на підрясник з хрестом на грудях, хоча у монахи його ніхто не постригав. Після цього, всупереч волі місцевого священника, Леонтій почав «лікувати» людей у своєму селі, розказувати місцевим мешканцям їх минуле та майбутнє. Перестав вживати м'ясо. Після 1921 року почав звершувати паломництва в Почаївську Лавру, проживав там місяцями та ніс послушання. Теоретично, як послушник, він міг у цей час відвідувати вечірні заняття, але достовірна інформація про це відсутня.
Поступово біля Леонтія утворилося коло шанувальників, що постійно розросталося. Для них він встановив особливі правила життя і поведінки. Ще за життя Леонтія його діяльність зустрічала неоднозначну оцінку в середовищі православного народу, парафіяльного духовенства і чернецтва Лаври. Деякі сучасники свідчать, що вони знали Леонтія як людину високо морального життя. З іншого боку, мають місце протилежні свідчення.
Свідки його проповідей згадували, що під час читання у храмі Євангелія або співу Херувимської пісні Леонтію ставало особливо недобре.
При цьому він міг на собі носити хрест і навіть панагію, що є відмінною ознакою виключно архієрейського достоїнства.
Державу, що утискувала релігію, Грицан уособлював із сатаною. Леонтій закликав не працювати в колгоспах на «сатану», не брати державні документи і не ставити печатки, оскільки це «печать сатани». Закликав у проповідях не брати участь у виборах. Особливо активно Леонтій закликав не відвідувати культурно-освітні заклади: клуби, кіно, театр, які теж, на його думку, були «сатанинськими», не пускати дітей до школи, кидати все і йти ходити за ним. Леонтіївці забороняли багатодітним сім'ям отримувати грошову допомогу від держави. Зареєстровані випадки відмови.
Стан духовного життя своїх сучасників він оцінював дуже критично і вважав, що воно перебуває в занепаді. Головні причини цього він бачив у відсутності належного навчання народу місцевим парафіяльним духовенством, недбалому ставленні до виконання пастирських обов'язків, занепаді духовного життя серед чернецтва. Нерідко він викривав недоліки духовенства, також мали місце непорозуміння між ним і деякими старцями свято-Успенської Почаївської Лаври з приводу його діяльності.
У житії преподобного Кукші одеського згадується, що той «рішуче та суворо викривав помилки мандрівного „пророка“ Леонтія, а деяким його прихильникам допомагав повернутися у лоно Матері Церкви».
Про себе Леонтій говорив наступне у листах: «Господь послал дар мне, а я шлю его вам. Храните и дорожите»; «Не я вам говорю эти слова, но говорит Господь. Тот, кто отважится приблизиться ко мне по-настоящему, — умягчится и обновится…, получит радость». Тобто Леонтій вважав себе пророком, посланцем Божим, котрому Бог відкриває істинний шлях до спасіння.
Поступово біля мандрівника утворювалося коло шанувальників, що постійно розросталося. Для них він встановив особливі правила життя і поведінки. Як свідчать архівні джерела, для леонтіївців було характерним особливе вшанування чернецтва й обряду покаяння, харчові заборони, а саме — абсолютна заборона вживати м'ясо, утримання від шлюбу і подружнього життя, що видавалося за вияв істинного благочестя і святості.
Леонтій створив свою систему проповідників: Він обрав 12 послідовників, яких назвав «апостолами», і благословив їх на проповідь. Ці проповідники були не централізовані та не мають чітко інструктованої єрархії.
Характерною ознакою закритості течії прихильників Леонтія є те, що вони усіляко уникають відкритих дискусій щодо численних свідчень про звальний гріх, який начебто мав місце в середовищі його послідовників та «апостолів». Ймовірно, ставка робиться на те, що з плином часу свідків діяльності Леотія або їх родичів, які скептично ставляться до його духовних дарів, просто не залишиться, а отже тягар доказу зворотьнього відпаде по причині відсутності живих очевидців. Ось лише один із багатьох епізодів, що був детально описаний у книжці «Із мертвих ідолів пада на землю тлін. Леонтій та леонтіївці»: "19 травня 2001 року […] на другий день після богословської конференції, що відбувалася в Городоцькому монастирі Рівненської області[…] до Почаївської Лаври приїхали люди з Рівненщини. Вони були дуже стурбовані і шукали владику Августина. Владика вийшов до них. «Оскільки ви керуючий конференцією, що відбулася вчора, ми хочемо вам подати деякі точні факти за Леонтія», — звернулися люди до владики. Владика запросив на розмову представників лаврської братії. Всі зібралися на привратні в прийомній келії № 4. Тут були присутні архієпископ Августин, архієпископ Сергій, схіархимандрит Димитрій, архімандрит Нафанаїл, ректор Почаївської Духовної Семінарії протоієрей Олег Плаксій, інспектор семінарії ієромонах Платон, ієромонах Іосиф. З Рівненської області були присутні Віра Володимирівна Душена, Максим Ігнатович Васюк, Катерина Ігнатівна Степанюк. Пізніше з цими людьми розмовляв намісник Лаври єпископ Володимир та протоієрей Олексій Никитюк, секретар Володимир-Волинської єпархії. Передаємо точний зміст розповіді людей, в яких дома відбулася вказана нижче подія з Леонтієм. Розповідає жителька с. Підліски Гощанського району Рівненської області К. І. Степанюк:
- Було це приблизно в 1940 році. Пішли до церкви. Там був Леонтій, благословляв людей, вчив як треба правильно хреститися. Перед цим люди казали, що Леонтій був в гостях у нашого церковного старости, туди сходились люди почути слово Боже, взяти благословення у Леонтія. […]
Владика Августин запитав:
- Кажуть, що хтось з кимось лягав спати?
Відповідь Катерини: «Було, але то дівчина була така собі. А він старенький загненький, може він хотів їй розуму дати? Мили йому ноги; по тому він і сказав постелити йому чисту постіль. Я постелила і Леонтій ліг спати з дівчиною, котру звали Надія Поліщук. Але я не знаю, що там могло між ними бути, бо він такий старенький, а вона дівчина молода, грубіянка, — може в неї розуму не було, то він хотів їй розум і вставити.
Владика у відповідь: „Тут всі серйозні люди, ось і ікони. А чи не могло показатися таке?“
Відповідь: „Для чого? Показатися не могло“.
- Хто може підтвердити сказане? Ви теж бачили? — звернувся владика до М. І. Власюка.
- Це було в моїй хаті. Мені тоді було років 12. Який це був рік? Певно, 1944, бо я з 1932 року.
- Ви все добре пам'ятаєте? — було запитання владики.
- Все добре пам'ятаю. Це було в моїй хаті, в якій я й зараз живу. Катерина моя рідна сестра, їй в той час було 18 років. Ввечері, коли люди порозходились, Леонтій залишився з дівчатами, сів на ліжко. Миска була велика, мили ноги йому, потім тією водою повмивалися всі дівчата. Сестра моя, Катерина, на прохання Леонтія постелила нову постіль, де він ліг спати з Надією Поліщук. Спали до ранку. Вранці поснідали і порозходились.» (ст 25-26)
У 1945 р. Леонтія заарештовано й засуджено Рівненським військовим трибуналом за «антирадянську діяльність» на п'ять років. У 1954 р. Грицана арештовують удруге. Цього разу Рівненський обласний суд знову ж таки за антирадянську діяльність виніс вирок — десять років в'язниці у виправно-трудових таборах. Покарання Леонтій Грицан відбував у поселенні Явас Зубополянського району Мордовської Автономної Радянської Соціалістичної Республіки. Друге ув'язнення не було тривалим оскільки тогочасні суспільно-політичні зміни в Радянському Союзі ознаменували період «відлиги». У січні 1956 р. мандрівний проповідник вийшов достроково на волю.
У квітні 1958 р. в офіційному часописі Рівненського обкому комуністичної партії газеті «Червоний прапор» побачила світ стаття Тищенка "Що приховується під назвою «Істинно-православна церква» або сектою «Леотіївців». Наприкінці того ж місяця колегія з кримінальних справ Рівненського обласного суду засудила Леонтія Грицана на 10 років ув'язнення і 5 років поразки у громадянських правах із забороною після відбуття покарання проживати на території УРСР. У радянських концентраційних таборах Мордовії Леонтій Грицан відбув усі десять років ув'язнення.
Через п'ять років після звільнення з в'язниці Леонтій Грицан помер.

## Рух леонтіївців, та суперечки довкола постаті Леонтія
Ще за життя радянські органи влади пристально стежили за діяльністю «леонтіївців». "Особливе занепокоєння викликав факт їх активного релігійного впливу на дітей. При цьому приводився приклад, як у жовтні 1972 року жителька с. Солотвин Бердичівського району Житомирської області привела своїх двох дочок до проповідника Леонтія, якого називали єпископом і який проживав у с Нова Мощаниця Рівненської області [ЦДАВО. Ф.4648, оп. 5, ед.хр. 330, л.8]. Леонтій здійснив над дітьми обряд постригу їх у монахині. Після цього чотирнадцятирічні учениці восьмого класу відмовилися вчитися у школі, вживати їжу. Вони заявили: «Ми пізнали Бога і будемо ходити до Його школи, Його Церкву; тільки Церква та Євангеліє дають нам дійсні знання, тільки вони святі та правдиві, а все інше — обман».
Після смерті Леонтія почався процес поділу поглядів у ставленні до його особи і практики християнського життя, що згодом перейшов у протистояння в церковному середовищі. Багато в чому цьому сприяла активна діяльність його послідовників, що відокремлювалися від церковних зібрань для особливих повчань про моральне життя, де, зокрема, велася мова про утримування від споживання м'яса і утримування від шлюбу і подружнього життя, що видавалося за вияв істинного благочестя і святості.
Сам Леонтій до останньої хвилини свого життя не поривав з православ'ям. Православна ж Церква лише обмежувалася окремими зауваженнями на адресу своїх опонентів. Можливо, загроза втрати значної кількості парафіян є тим вагомим фактором, яким пояснюється відсутність реакції священноначалія на деколи відверто опозиційні рухи в лоні Церкви.
Одночасно професор богослов'я Київської Духовної академії та семінарії (КДАіС) автор декількох робіт з сектознавства в одній із своїх статей пише наступне: «Те, що Леонтій Грицан був в дуже глибокій прелесті, сумніву не підлягає. Його послідовники — це типова містична секта, яких у XVII столітті було масса, і які відпучковалися від безпопівських форм старообрядницства.» 
В своєму авторефераті дисертації на здобуття наукового ступеня доктора філософських наук «Православне сектантство в Україні: суспільно-духовні витоки, особливості трансформації» Шугаєва Людмила Михайлівна пише: "Що стосується інокентіївців і леонтіївців, то у них відсутній прямий зв'язок з христовір'ям, але ті почесті, які надаються Інокентію і Леонтію, свідчать про те, що вони фактично обожествляються своїми послідовниками. Біблійного Христа послідовники цих учень вважають одним із людей, в якого втілився святий дух. Тому його євангельські об'явлення не вважають для себе обов'язковими. Головним джерелом віровчення для них є об'явлення їх власних харизматичних лідерів..
У міру віддалення від часу його смерті, у середовищі послідовників Леонтія зростала пошана до нього і визрівало усвідомлення, що він був людиною незвичайної, особливої святості. Сучасний рух послідовників Леонтія у своєму ставленні до ідей Леонтія, його практики є неоднорідним, тому що по-різному ними сприймається його особистість.
Листи, які надсилав Леонтій зі свого заслання послідовникам, бережно зберігаються послідовниками та вважаються святими. Земля з його могили прочанами, які приїжджають сюди для поклоніння, вважається цілющою. Відбувається ритуальне прикладання до пам'ятника прочан, з метою зцілення, практика вигнання нечестивого з хворих священиками, які вважають себе послідовниками Леонтія. Усе це свідчить про те, що постать Леонтія містифікується.
Теперішні послідовники Леонтія розділяються між собою за ступенем його шанування. Одні вважають, що він був дуже благочестивою людиною, шанують його за старця, який володів дарами зцілень, і оскільки він помер у мирі з Церквою, то за нього, безумовно, необхідно молитися і поминати його за церковним богослужінням.
Інші шанують його за великого святого старця, пропагують його вчення про заборону на споживання м'ясної їжі, небажаності вступу в шлюб і обов'язкового стримування від подружнього життя через близький кінець світу.
Нарешті, треті сповідують найбільш крайні погляди, вважаючи Леонтія за Бога Саваофа. У цих послідовників існує впевненість, що саме вони зберегли в непошкодженому вигляді спадкоємність вчення і практики свого вчителя в повному вигляді. Вони шанують його зображення так само, як Спасителя, навіть поміщають його фотографію у храмах, у вівтарях порядз святими іконами. Дехто вважає Леонтія за пророка Іллю чи когось з інших пророків.
Для двох останніх груп характерне усвідомлення себе, на відміну від інших справжніми, повноцінними віруючими, що неминуче пов'язано зі звеличуванням себе і відокремленням від інших православних.
На сьогоднішній день протоєрей Миколай Данилюк з Рогачівської церкви (УПЦ МП) клопочеться про канонізацію і перезаховання Леонтія. Ідею священика Миколая підтримував і Корецький жіночий монастир (УПЦ МП) в особі настоятельки Наталії, але після її смерті настрої в монастирі змінилися на кардинально протилежні. Проти перезаховання і канонізації Леонтія виступають представники Почаївської лаври.
Досить поширеними серед леонтіївців є світлини засновника руху. Грицан висилав свої фотографії своїм духовним дітям, коли був в ув'язненні. Зокрема, прихильники руху ставлять їх до іконостасу і моляться перед ними. Серед прихильників Леонтія зараз на Рівненщині розповсюджується книжечка-тріяничок. З одного боку її зображені православний хрест і підпис «Спаси и сохрани» і з текстом 90-ого псалма, а всередині, замість традиційного зображення Спасителя, Божої Матері та Святого, у центрі — Леонтій, а з боків — Херувима та Кирил.
Активним популяризатором Леонтія Грицана, як "подвижника благочестя" (а отже, і самого руху леонтіївців загалом) у 2014-2015 роках проявив себе випускник Київської духовної семінарії УПЦ-МП Таргонський Денис Ростиславович, 1978 року народження, житель Рівного, за участю якого, у співпраці з монахинею Павлою (Заїкою), було підготовлено два томи книги спогадів та документальних публікацій під загальною назвою "Исповедники православия на Ровенщине", виданих відповідно у 2014 році (1-ий том), і в 2015 році - 2-ий том (у вихідних даних обох томів саме Таргонського вказано, як одного з укладачів та співавторів).
Втім, уже у 2016 році Таргонський відмежувався від підтримки Леонтія, зазначивши у коментарі на сайті "Релігія в Україні" наступне:
"А робота щодо Леонтія проводилась вже дуже давно по благословінню трьох Владик УПЦ: Блаженнішого Володимира, Іринея та Варфоломія, благословіння яких є на цій книзі, на офіційному рівні, бо це в нас спірне питання, так як тема Леонтія і його послідовників ще повністю не завершена, нема благословіння виставляти її в інтернет. А в УПЦ по багатьох єпархіях ця книга є і називається "Исповедники православия на Ровенщине". 
Починаючи з 2019 року, Таргонський позиціонує себе, як прихильник ПЦУ, і противник УПЦ-МП, перебуваючи у юридикції митрополита Олександра (Драбинка) - вихідця з течії леонтіївців, та племінника архідиякона Гнесюка.

## Скликання синодальної богословської комісії[Архівовано30 грудня 2018 уWayback Machine.]
За благословенням Предстоятеля Української Православної Церкви Блаженнішого митрополита Київського і всієї України Володимира 18 травня 2001 року в Свято-Миколаївському жіночому монастирі у с. Городку Рівненської єпархії відбулося розширене засідання Синодальної Богословської Комісії УПЦ, на якому, зокрема, обговорювалося питання діяльності Леонтія і його послідовників. У роботі Богословської комісії, крім її членів, брали участь архієреї, ректори духовних навчальних закладів, секретарі єпархіальних управлінь, намісники, настоятелі і настоятельниці монастирів, єпархіальні і монастирські духівники Української Православної Церкви.
У результаті продовження широкої дискусії, що почалася на попередньому засіданні комісії 5 жовтня 2000 року, були з'ясовані і виявлені основні причини виникнення цього явища, головні положення повчань і практики послідовників Леонтія.

##### Висновки комісії[6]
Шанування Леонтія як Самого Господа Саваофа, вияв йому почестей, що належать одному Богу, а також надання його особі сотеріологічного значення є запереченням православного вчення про Святу Трійцю і спасіння Нею людського роду. Це єретичне вчення знецінює і руйнує основу нашого спасіння, закладену Іісусом Христом. Ті, хто підтримує це псевдовчення відлучили себе від Святої Православної Церкви. Хоча зовнішньо вони до Неї і належать, але невидимою дією Святого Духа вони від Неї вже відсічені. Так само неприпустимо бачити в Леонтію будь-кого з святих пророків.
Ті ж, хто шанує Леонтія тільки за святого без церковного його прославлення, чинять самочинно, чим вносять збурення у середовище православного народу, підриваючи в ньому довіру до авторитету Священноначалія і церковних соборів, що, в результаті, веде до поділів у народі Божому. Ті, хто чинить так, повинні негайно припинити цю практику, бо вона суперечить нормам церковного життя.
Позиція певної частини послідовників Леонтія щодо заборони на вживання м'ясної їжі, як критерію благочестя і норми духовного життя, є глибоко помилковою. Обмеження в їжі не складає кінцеву мету християнського життя, а служить лише засобом для спасіння. Кожний християнин вправі обирати ті шляхи і засоби, що йому під силу, попередньо взявши на це благословення у свого духівника, лише б вони не суперечили досвіду церковного життя.
Абсолютно неприйнятним із духовної точки зору є звеличування тих, хто не вживає м'ясо перед тими, хто його вживає в їжу. З цього приводу ще святий апостол Павло писав: «Хто їсть, не зневажай того, хто не їсть; і хто не їсть, не осуджуй того, хто їсть, тому що Бог прийняв його…. Хто їсть, для Господа їсть, бо дякує Богові; і хто не їсть, для Господа не їсть і дякує Богові» (Рим. 14, 3, 6). Життя християн у Церкві повинно бути спрямоване на творення єдності «духу в союзі миру» (Єф. 4, 3), а не бути причиною поділів.
Заклик до відмови до вступу в шлюб через близький кінець світу, як і сприйняття шлюбного життя як свідчення відсутності благочестя і прагнення до недозволеного, є перекрученням християнського вчення про гідність шлюбу як Богом установленого Таїнства. Апостол Павло попереджав християн, «що в останні часи відступлять деякі від віри, слухаючи духів спокусників і вчення бісівські, …забороняючи одружуватися і вживати в їжу те, що Бог створив» (1 Тим. 4, 1-3).
Шлюб і сім'я, поряд з чернецтвом, є одним із шляхів досягнення Царства Божого. Історія Церкви знає чимало прикладів, коли до лику святих зараховувалися цілі родини за їх високе і благочестиве життя. Святість, благочестя визначається не обраним християнином шляхом його земного життя, а виконанням заповідей Божих, що призводять до смирення за допомогою благодаті Божої.
Треба вважати неприпустимими окремі зібрання послідовників Леонтія поза загально-церковними Богослужіннями і протиставленні себе всій православній спільноті в духовному житті. Власне життя християнської громади будується навколо святої Євхаристії, звершення якої й участь у ній є благовістям Царства Божого. Протиставлення себе церковному євхаристичному зібранню або утворення окремих груп паралельно йому свідчить про спотворення церковної свідомості в цих людей і веде до сектанства.
Пастирський обов'язок зобов'язує ієрархів і духовенство проводити з заблукалими роз'яснювальну роботу.
Необхідно застерегти тих, хто називає о Бозі спочилого приснопам'ятного раба Божого Леонтія «Богом» або «пророком», що за цей гріх належить анафема. У зв'язку з тим, що Леонтія не канонізовано, називати його святим угодником Божим передчасно.
Духовенство повинно пояснювати його шанувальникам і послідовникам про неприпустимість розміщення в святих куточках чернечих келій, у оселях мирян, в храмах, та ще й у вівтарях, фотографії старця Леонтія і схимонахині Херувими та молитися до них.
Рекомендувати Правлячим архієреям єпархій Рівненської області заборонити проповідувати, повчати та благословляти людей хресним знаменням чи класти руку на їх голови послідовникам Леонтія Якову, Адаму, ченцю Межирицького монастиря Авакуму, труднику Городищенського монастиря Хмельницької області Василію Кравчуку та їхнім так званим «апостолам», які не є духовними пастирями і не мають архієрейського благословення на виголошення проповіді чи проведення місіонерської діяльності.
Є окремі особи, які вважають архідиякона Рівненської єпархії Михайла Гнесюка «архістратигом». У зв'язку з цим, треба взяти до уваги свідчення архідиякона Михайла Гнесюка: «Є люди, які просять благословення. На їх прохання даю відповідь: „Бог Вас благословить. Я не в сані. Благословляти мають право архієреї і священики“. Себе вважаю земною, простою і грішною людиною… До архістратига Михаїла молюся як до хоронителя і заступника всього роду людського і почитую його як начальника всіх Небесних Сил».
Рекомендувати Правлячим архієреям Рівненської області заборонити окремим священнослужителям проповідувати, що «антихриста не буде, бо він вже був», оскільки таке сприйняття суперечить загальновизнаному церковному вченню з цього питання і вводить в оману віруючих.
Необхідно пояснювати, що звичай складати руки при загальному благословенні під час Богослужінь, на трапезі з наступним їх прикладанням до грудей (який мотивується тим, що так приймається благодать), має неблагочестивий характер і не повинен поширюватися в православному середовищі.